# Blysnyzja
Die Blysnyzja (ukrainisch Близниця; russisch Близница Blisniza, polnisch Bliźnica) ist ein 1881 m hoher Berg in der Swydiwez, einem Gebirgszug der Waldkarpaten in der Ukraine.
Der Nordgipfel des Berges, auch „Große Blysnyzja“ (ukrainisch Близниця Велика) genannt, ist der höchste Gipfel der Swydiwez. Sein Südgipfel ist die 1872 m hohe Strymtscheska (ukrainisch Стримческа)
Der Berg liegt in der Oblast Transkarpatien.

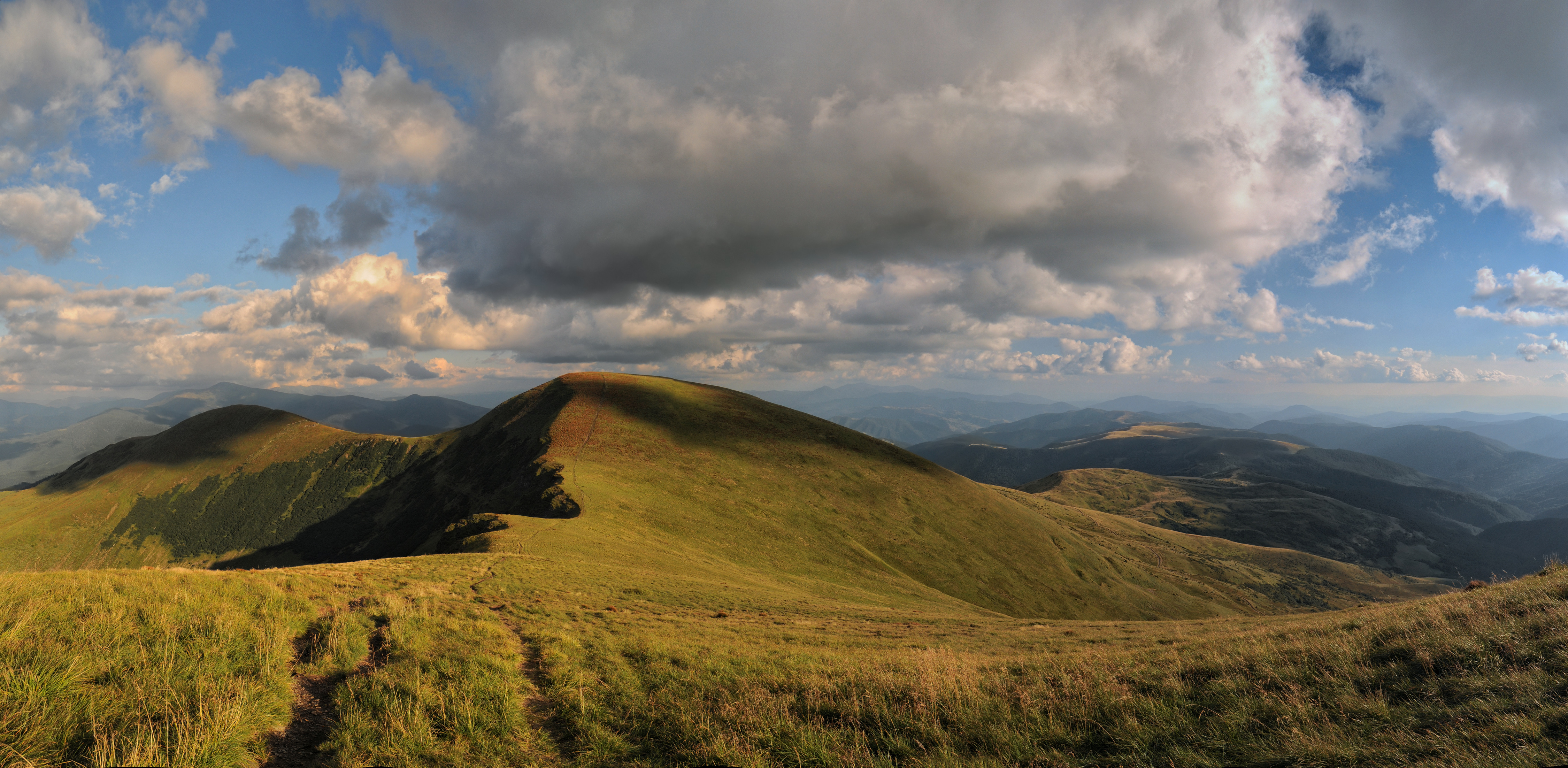
Der Blysnyzja